# Vila Cova da Lixa
Vila Cova da Lixa ist ein Ort und eine ehemalige Gemeinde in Portugal.
Vila Cova da Lixa gehört zum Kreis Felgueiras im Distrikt Porto in der Região Norte.
Vila Cova da Lixa liegt 7 km entfernt von Felgueiras. Die Gemeinde hatte eine Fläche von 5,7 km² und 3847 Einwohner (Stand 30. Juni 2011) und gehörte zum Concelho Lixa.
Am 29. September 2013 wurden im Zuge der administrativen Neuordnung in Portugal die Gemeinden Vila Cova da Lixa und Borba de Godim zur neuen Gemeinde União das Freguesias de Vila Cova da Lixa e Borba de Godim zusammengeschlossen. Vila Cova da Lixa ist Sitz dieser neu gebildeten Gemeinde.

## Wirtschaft
In Vila Cova de Lixa wird Vinho Verde angebaut.

## Persönlichkeiten
- Leonardo Coimbra (1883–1936), Philosoph, Professor und Politiker
- Uriel da Costa (1585–1640), Religionsphilosoph und Freidenker